# Budanje
Budanje (in italiano tra le due guerre Budagne; in tedesco nel XIX secolo Budaine) è un paese della Slovenia, insediamento (naselje) del comune di Aidussina.
La località , che si trova a 239.8 metri s.l.m. ed a 28.3 kilometri dal confine italiano, è situata sulle prime alture della sponda destra del fiume Vipacco a 5.3 km dal capoluogo comunale. È capoluogo di una delle 28 comunità locali in cui si suddivide il comune.

L'insediamento comprende anche gli agglomerati di: Britih, Log, Pirčevska vas e Šumljak.

## Geografia

### Alture principali
Kovk, mt 962.

### Corsi d'acqua
fiume Vipacco (Vipava)

## Storia
Tornata sotto dominio asburgico nel 1815, la località costituì un comune autonomo, che comprendeva anche il vicino villaggio di Dolga Poljana (o anche Dolge Poljane, ted. Langenfeld). La località era nota col toponimo tedesco di Budaine e con quello slavo di Budanje. A livello amministrativo era compresa nel Ducato di Carniola (fino al 1849 incluso a sua volta nel Regno d'Illiria).
In seguito alla prima guerra mondiale e al Trattato di Rapallo, dal 1920 il comune entrò a far parte del Regno d'Italia. Nel 1923 il toponimo venne italianizzato in Budagne e nello stesso anno il comune venne inquadrato nella Provincia del Friuli, includendo, come in epoca asburgica, anche la frazione di Campolongo di Vipacco (Dolga Poljana). Nel 1927 venne inquadrato nella ricostituita Provincia di Gorizia, mentre l'anno successivo il comune di Budagne venne soppresso e aggregato a Vipacco.
Nel 1947, in seguito alla seconda guerra mondiale e ai Trattati di Parigi la località passò alla Jugoslavia, che la portò sotto Aidussina. Dal 1991 fa parte della Slovenia.